# Pyramica argiola
Pyramica argiola är en myrart som först beskrevs av Carlo Emery 1869.  Pyramica argiola ingår i släktet Pyramica och familjen myror. Inga underarter finns listade i Catalogue of Life.